# Miki Miška
Miki Miška je najbolj znani junak stripov in animiranih filmov Walta Disneya, ki je postal tudi ikona podjetja The Walt Disney Company. Lik Miki Miške je leta 1928 likovno zasnoval Disneyev sodelavec Ub Iwerks, njegov glas pa je v prvih zvočnih risankah oblikoval sam Walt Disney. Podjetje Disney je za Mikijev rojstni dan določilo 18. november (1928), ob premieri risanega filma Steamboat Willie. Antropomorfična miš se je iz preprostega lika animiranih filmov in stripov razvila v enega najbolj razpoznavnih simbolov na svetu.
V Sloveniji se je pojavil že kmalu po premieri, ko so njegove prigode vrteli v kinematografih kot »filmske šale« – zabavne kratke predfilme pred glavnim celovečercem. V stripu se je v Sloveniji prvič pojavil v časniku Jutro, letnik 11, številka 178, 3. avgusta 1930.